# 陳柏勳
陳柏勳（1966年—），字山祐，號雲僊子。親赴中國四川成都道教聖地稠稉治，拜師於新津老子廟（老君山道觀）方丈張至容大師門下，蒙賜道名陳理義，係屬全真龍門派丹臺碧洞宗道士；著有道教經典、戒律、科儀等注書，常發表宗教相關學術論文及講學。

## 著作
- 《太上玄門功課經譯注》ISBN 978-957-17-2227-6
- 《太上玄門戒律》ISBN 978-986-95164-0-2
- 《道教文疏應用解析》ISBN 978-957-17-2316-7
- 《高上玉皇本行集經全卷》ISBN 978-986-95164-2-6
- 《玉皇宥罪錫福寶懺全卷》ISBN 978-986-95164-4-0

## 外部連結
- 陳柏勳道長 http://qztao.org/resume-1.html （页面存档备份，存于）